# フェルナンド3世 (カスティーリャ王)
フェルナンド3世（Fernando III, 1201年 - 1252年5月30日）は、カスティーリャ王（在位：1217年 - 1252年）。父はレオン王アルフォンソ9世、母はカスティーリャ女王ベレンゲラで、カスティーリャ王アルフォンソ8世（高貴王）の孫に当たる。
レコンキスタを積極的に推進してキリスト教勢力を大きく拡大、イスラム教勢力を服属させレコンキスタを事実上完了させた。その功績により列聖、「聖王」と称えられた。カトリック教会の聖人で記念日は5月30日。

## 生涯

### 両国の王位を継承
父のアルフォンソ9世はポルトガル王女テレサと結婚していたがローマ教皇ケレスティヌス3世の介入で婚姻無効を余儀無くされ、1197年にベレンゲラと再婚した。2人の間に生まれたのがフェルナンドだが、代替わりした教皇インノケンティウス3世の介入でこの婚姻も無効となり、母はレオン宮廷を去りフェルナンドはレオンに残された。
1217年、母方の叔父のカスティーリャ王エンリケ1世が嗣子無くして死去すると、その甥であることから、母を中継ぎにする形でカスティーリャ王に即位することとなった。この時、母が派遣した使者にレオンからカスティーリャへと連れ出されたが、父がサアグン協定を口実にカスティーリャ王位を継ぐことを避けた母の画策とされている。カスティーリャに到着してすぐに母から王位を譲られ、それを認めない父と大貴族ララ家の抗議に苦しんだが、1230年に父が亡くなるとレオンの継承者だった2人の異母姉を説得（母が交渉に当たったとも）、レオン王位も継承してレオンのカスティーリャへの併合も果たしている。

### ムスリム懐柔とレコンキスタ推進
この頃になると北アフリカのムワッヒド朝を始めとする、イベリア半島南部アンダルスのイスラム教勢力（ムスリム）は衰退の一途をたどっていた。ムワッヒド朝カリフ・ユースフ2世が子の無いまま1224年に亡くなり、後継者争いで内乱が勃発し分裂・弱体化していたからであり、ムワッヒド朝はモロッコのマリーン朝やチュニジアのハフス朝との抗争に忙殺、アンダルスへ出兵する余裕が無かった。イベリア半島でも分裂が起こり、ハエンでイブン・アフマル（後のナスル朝グラナダ王ムハンマド1世）が、バレンシアでザイヤーン・イブン・マルダニーシュが、ムルシアでイブン・フードら小君主（タイファ）たちが台頭、複数のカリフ候補者（マラケシュでアブドゥル・ワーヒド1世、セビリアでアブドゥッラー・アーディル、コルドバとバエサでアブー・ムハンマド・アル・バイヤーシーがカリフを要求）も乱立して互いに相争う始末であった。
そこでフェルナンド3世は、ムスリムの分裂に付け込んでレコンキスタを推進することにした。レオン王位継承前の1224年6月、カスティーリャの宮廷で母と諸侯にムワッヒド朝攻撃を宣言、9月末にケサダを攻略した。それから調略と武力を巧みに使い分け、アーディルとバイヤーシーの争いに付け込み、同年にバイヤーシーと兄弟のバレンシア総督アブー・ザイドを臣従させ、親アーディル派の地方を攻撃した。バイヤーシーとの協力を取り付けると翌1225年にハエンを攻撃、ハエンは落とせなかったがプリエゴなどを陥落させ、身代金を支払った住民以外を虐殺する手段でグラナダなど他のアンダルスの住民を恐れさせた。
この遠征ではバイヤーシーから協力の見返りとしてマルトス・アンドゥハルなどいくつかの都市を受け取っただけでなく、元カスティーリャの貴族だったアルバロ・ペレス・デ・カストロも帰順するという成果があった。アルバロは父のペドロ・フェルナンデス・デ・カストロ共々ムワッヒド朝に仕えていたが、フェルナンド3世はアルバロの帰順を受け入れ一旦トレドへ戻った。その間留守を任されたアルバロがカラトラバ騎士団長ゴンサーロ・イアーニェス・デ・ノボーアやバイヤーシーの軍と共にグアダルキビール川を下って進軍、ムワッヒド軍を破ったおかげで再度アンダルスに進軍した時、バイヤーシーからバエサなどを受け取り着実にレコンキスタは進展した。翌1226年にバイヤーシーはコルドバ住民の反乱で殺されたが、残されたアルバロ・ゴンサーロらはグアダルキビール川流域攻撃を続け、ムワッヒド軍と休戦を取り付け、引き続き各都市攻略に邁進していった。
1230年、ハエン包囲中に父の訃報を知ると、包囲を切り上げレオンへ向かい、レオン王を兼任したが王位の実効支配は2年かかった。この間フェルナンド3世が不在のアンダルス征服はトレド大司教ロドリゴ・ヒメネス・デ・ラダや弟のモリナ公アルフォンソとアルバロに委ねられ、ロドリゴはムスリム勢力に奪われたケサダを1231年に奪還、モリナ公とアルバロはヘレス・デ・ラ・フロンテーラに進軍してイブン・フードの軍に勝利した。勢いに乗ったキリスト教勢力は1233年から1235年にかけてイベリア半島南西部を征服、ゴンサーロ率いるカラトラバ騎士団とサンティアゴ騎士団がトルヒーリョ、メデリン、マガセーラなど西部都市を攻略した。ポルトガルもレコンキスタに取り組み1250年までに完了させたが、ポルトガルとカスティーリャは征服後の領土に関する分割条約を結んでいなかったため、国境紛争が起こった。この問題が解決するのは交渉で国境が確定した1267年までかかった。

### コルドバ攻略
1233年1月、タイファの1人であるフードとイブン・アフマルが争い続けるのを尻目にウベダを包囲、7月に住民の退去を条件として降伏させた。1235年になってもフードとアフマルの抗争は続いていたため、フェルナンド3世はフードと同盟して1年間の休戦と貢納金（パリア）の430,000マラべディの支払いを取り付け、アフマルの支配下の領土を荒らしながら都市を落として回り、着実にレコンキスタを進めていった。
翌1236年1月、独自に行動していたキリスト教徒の一部隊がコルドバの郊外区を占領、アルバロやフェルナンド3世に救援を要請した。この時期は道路がほとんど通行不能で、コルドバ市民の反撃でキリスト教徒部隊が敗北する恐れや、フードがコルドバへの援軍に来る可能性も入れるとコルドバへの行軍は危険だったが、フェルナンド3世は行軍を決意するとコルドバへ急行、モリナ公や先に到着していたアルバロらと合流、コルドバ包囲戦が始まった。コルドバ市民の必死の抵抗やフードの来援など包囲は危機を迎えたが、フードがコルドバを救援せず撤退したため危機を脱し、コルドバへの食糧補給停止とアフマルと結んだ同盟が功を奏し、住民の退去を受け入れコルドバを降伏させ、6月29日にコルドバ総督から鍵を受け取り翌30日に市内へ入城した。こうしてコルドバを奪取した。
戦後処理は手間取りフエロの授与は1241年までかかり、市内の所領分配や植民・食糧供給などに忙殺されたが、コルドバ陥落の意義は大きく他のグアダルキビール川流域の多くの町や要塞を奪回した。この征服で活躍したのは息子のアルフォンソ王太子（後のアルフォンソ10世）とアルバロで、1240年のアルバロ急死という痛手はあったが、王太子の方は順調に進み、コルドバに留まったフェルナンド3世は数十の都市と降伏文書を交わし、レコンキスタを一層推し進めていった。1238年にフードが殺害、遺族がフェルナンド3世に臣従したことや、勝者となったアフマルもまた協力者だったことも有利に働いた。同年、グラナダを支配下に収めたアフマルはナスル朝を開き（ムハンマド1世）、アンダルス南部を支配したが、フェルナンド3世との協力関係は続いた。

### レコンキスタの完了
イベリア半島南東でもレコンキスタが継続、王太子とサンティアゴ騎士団長ペラヨ・ペレス・コレアはムルシアへ進軍し、1243年に領主アブー・バクルをカスティーリャへの臣従やカスティーリャ軍のムルシア要塞駐屯、パリアの支払いと引き換えにしたイスラム教住民や法の尊重を条件に降伏させた。この地域にはバレンシアから南下して来たアラゴン王ハイメ1世の軍も進出、ハティバで接触した両軍に不穏な気配が生じたが、翌1244年3月26日にアルミスラ条約を結び両国の獲得領土とその境界線を取り決めたことで紛争は避けられた。なお、ハイメ1世は1253年までにレコンキスタを完了させている。
一方、1244年になるとムハンマド1世が反旗を翻した。フェルナンド3世はすぐさまムハンマド1世の領土を侵略して多くの都市を奪い取り、1246年1月にハエン包囲戦を開始した。形勢不利を悟ったムハンマド1世はフェルナンド3世に臣従を誓い、ハエン引き渡し、毎年15万マラベディのパリア支払いに同意、引き換えにフェルナンド3世はグラナダ王国の領土保全を約束した。ハエン獲得とムハンマド1世の臣従で残る標的はセビリアとなった。
同年にセビリアで政変が起こり、市民が反乱を起こし親キリスト教派の指導者ウマル・イブン・ジャッドを殺害、成立した市会はキリスト教徒への抵抗を決めたが、セビリアからチュニジア人を追放していたためイスラム教国家の怒りを買い孤立、セビリアは単独でキリスト教国家に立ち向かわねばならなくなった。政変を聞いたフェルナンド3世は直ちにカスティーリャ軍を率いて出兵、市壁と堀で守りが堅固で水運も発達していたセビリアと、その周辺に張り巡らされた要塞都市を落とす戦略に取り掛かった。
モリナ公とカラトラバ騎士団長フェルナンド・オルドニェス・サンティアゴ騎士団長ペラヨや、援軍を連れたムハンマド1世のイスラム教軍も加えたカスティーリャ軍を率いたフェルナンド3世は9月からセビリア北東の都市カルモナを攻撃して戦闘を開始した。セビリア周辺都市の攻略は1246年から翌1247年まで1年かけて行われ、武力と交渉を用いた硬軟折り合わせた戦術で対応、アルカラ・デ・グアダイラ、カルモナ、コンスタンティナ、レイナ、ロラ・デル・リオ、ギリェナ、アルカラ・デル・リオなどを次々と降伏させた（ただし、北東のカンティリャナは降伏を拒否したため住民は虐殺か奴隷の惨状に見舞われた）。そうして北と東からセビリアを包囲、ブルゴスの商人ラモン・デ・ボニファスが回送した艦隊で水路も封鎖、1247年7月頃からセビリア包囲戦が始まった。
包囲中はキリスト教軍とイスラム教軍の小競り合いが頻発、水上ではボニファスの艦隊とイスラム教の艦隊が衝突した。戦いは次第にイスラム教軍が不利になり、年末までにセビリア艦隊は弱体化しキリスト教軍は封鎖を強化、1248年に入ると王太子とディエゴ・ロペス3世・デ・アロの援軍が到着、5月にはボニファスがセビリアとトリアーナを結ぶ浮橋へ大船をぶつけて破壊、キリスト教軍は兵糧攻めで包囲を続行した。これら一連の出来事でセビリア市民は援軍の当てを無くし、飢餓に苦しみ死者が続出、戦意を喪失して降伏、交渉でイスラム教徒住民の退去、セビリア市域2分の1をキリスト教徒へ引き渡す、周辺地域を含むセビリア全体を1ヶ月以内に引き渡すことで合意した。11月23日にセビリアは降伏し住民は財産を売却してグラナダやアフリカへ退去、代わってキリスト教徒がセビリアへ入り、フェルナンド3世は12月22日に入城した。こうしてレコンキスタは事実上の終結を迎えた（ムハンマド1世はフェルナンド3世に臣従していたため、イベリア半島で敵対するイスラム教勢力はほとんど無くなった）。
セビリアの降伏後はコルドバの時同様に戦後処理に奔走、王族・貴族・聖職者・騎士団などに所領分配・キリスト教徒の植民・フエロ授与によるセビリアの自治都市指定などに取り組む一方、カディス、メディナ＝シドニアなどの町々を攻略していった。そして、レコンキスタの延長として北アフリカに侵攻しようと企てたが、1252年に遠征途上のセビリアで病死した。
フェルナンド3世のレコンキスタは大成功であった。しかしその急速な勢力拡大に対して、領土を戦闘に参加した貴族へ配分して強大化を招いたため、支配体制の基盤は脆弱になった上、軍事における多大な戦費における経済破綻、イスラム勢力撤退による産業衰退などの悪影響も発生し、皮肉にもカスティーリャ王国は領土の拡大の代償に国力を減退させてしまうこととなった。後を継いだアルフォンソ10世はこうしたカスティーリャを受け継ぎ、いかにして王国を防衛・維持しながら王国機構を改変していくかという課題に挑むことになる。

## 人物
軍人・政治家として優れた指揮能力と政治的センスは年代記作家たちの認める所であり、国王軍・騎士団などの混成軍を纏め上げ、近隣諸国や貴族たちとの争いもほとんど起こさずにレコンキスタを戦い抜いた。アンダルス諸都市への降伏条件は寛大な態度で臨み、プリエゴやカンティリャナなど町を攻撃して住民を虐殺するケースもあったが、激しく抵抗した場合を除きムスリム住民たちに持ち物を全て持って落ち延びることを許し、留まる者も都市から出るという前置きがあるが農村に居住することを認めた。またタイファたちの抗争も上手く利用、初めはバイヤーシー、次にフード、更にはムハンマド1世と提携相手を乗り換えながらレコンキスタを進め、最終的にムハンマド1世を臣従させパリアや軍事支援まで取り付けている。教皇を頂点に聖職者たちや教会・修道会などからの財政支援もあり、彼等のおかげでフェルナンド3世はレコンキスタの事実上の終結をもたらした。
一方、宗教に寛容な一面もあり、アンダルス諸都市への降伏条件やムハンマド1世との主従関係にもそういった事情が見られる。キリスト教・ユダヤ教・イスラム教の上に君臨する「三宗教の王」たることを理想とし自称もしていたフェルナンド3世はセビリア大聖堂に埋葬、息子のアルフォンソ10世が造らせた墓廟には、当時の多言語社会を反映し、カスティーリャ語のほかにアラビア語、ヘブライ語、ラテン語で墓碑銘が刻まれた。これは多民族・多宗教からなる国家を理念としてその継承を後世の国王に向けた遺言となっている。
後世フェルナンド3世はレコンキスタ成功の功績を讃えられて1671年、教皇クレメンス10世により列聖、「聖王」（el Santo）の称号を与えられた。これは、従弟で同じく「聖王」と呼ばれるフランス王ルイ9世と並んで評価されたものである。ただし13世紀の教皇たちはフェルナンド3世が異教徒を抱え込んでいる事実から列聖せず、400年以上後になってスペインが教皇庁に働きかけた結果だった。

## 子女
1219年、ローマ王フィリップの娘ベアトリス・デ・スアビアと結婚、10人の子を儲けた。
- アルフォンソ10世（1221年 - 1284年）
- ファドリケ（1223年 - 1277年）
- フェルナンド（1225年 - 1243年/1248年）
- レオノール（1227年 - ?）
- ベレンゲラ（1228年 - 1288年/1289年）
- エンリケ（1230年 - 1304年）
- フェリペ（1231年 - 1274年）
- サンチョ（1233年 - 1261年）
- マヌエル（1234年 - 1283年） - アルフォンソ11世の摂政フアン・マヌエルの父。
- マリア（1235年）

1237年、ポンチュー女伯ジャンヌ・ド・ダンマルタンと再婚、5人の子を儲けた。
- フェルナンド（1239年 - 1260年） - オマール伯
- レオノール（1241年 - 1290年） - イングランド王エドワード1世と結婚。
- ルイス（1243年 - 1269年）
- シモン（1244年）
- フアン（1245年）